# Pepijn Lijnders
Pepijn Lijnders (Broekhuizen, 24 gennaio 1983) è un allenatore di calcio olandese.

## Carriera
Dal 2015 al 2018 ricopre la carica di vice allenatore del Liverpool, prima di Brendan Rodgers e poi di Jurgen Klopp.
Nel gennaio 2018 viene assunto come nuovo allenatore del N.E.C., militante in seconda serie olandese. Con il club riesce a raggiungere le semifinali dei play-off promozione, arrendendosi nel doppio scontro contro l'Emmen. A giugno dello stesso anno torna al Liverpool con la carica di vice allenatore, che ricoprirà fino al 2024.
Il 15 maggio 2024 viene annunciato come nuovo allenatore del Salisburgo per la stagione successiva. Viene esonerato il 16 dicembre dello stesso anno.
Il 10 giugno 2025 viene nominato vice di Pep Guardiola al Manchester City.

## Statistiche
| Stagione       | Squadra    | Campionato | Campionato | Campionato | Campionato | Campionato | Coppe nazionali | Coppe nazionali | Coppe nazionali | Coppe nazionali | Coppe nazionali | Coppe continentali | Coppe continentali | Coppe continentali | Coppe continentali | Coppe continentali | Altre coppe | Altre coppe | Altre coppe | Altre coppe | Altre coppe | Totale | Totale | Totale | Totale | % Vittorie | Piazzamento                       |
| Stagione       | Squadra    | Comp       | G          | V          | N          | P          | Comp            | G               | V               | N               | P               | Comp               | G                  | V                  | N                  | P                  | Comp        | G           | V           | N           | P           | G      | V      | N      | P      | %          | Piazzamento                       |
| -------------- | ---------- | ---------- | ---------- | ---------- | ---------- | ---------- | --------------- | --------------- | --------------- | --------------- | --------------- | ------------------ | ------------------ | ------------------ | ------------------ | ------------------ | ----------- | ----------- | ----------- | ----------- | ----------- | ------ | ------ | ------ | ------ | ---------- | --------------------------------- |
| gen.-giu. 2018 | N.E.C.     | EED        | 22         | 11         | 4          | 7          |                 | -               | -               | -               | -               |                    | -                  | -                  | -                  | -                  |             | -           | -           | -           | -           | 22     | 11     | 4      | 7      | 50%        | 3° (perde la semifinale play-off) |
| lug.-dic. 2024 | Salisburgo | BL         | 15         | 7          | 5          | 3          | CA              | 3               | 3               | 0               | 0               | UCL                | 10                 | 3                  | 2                  | 5                  |             |             |             |             |             | 28     | 13     | 7      | 8      | 46.43%     | esonerato                         |